# Zelinkaderes floridensis
Espèce
Zelinkaderes floridensis est une espèce de Kinorhynches de la famille des Zelinkaderidae.

## Distribution
Cette espèce a été découverte au large de Fort Pierce en Floride.

## Publication originale
- Higgins, 1990 : Zelinkaderidae, a new family of cyclorhagid Kinorhyncha. Smithsonian Contributions to Zoology, vol. 500, p. 1-26 (texte original).